# Dimitris Papadakis
Dimitris Papadakis, gr. Δημήτρης Παπαδάκης (ur. 22 sierpnia 1966 w Famaguście) – cypryjski polityk i ekonomista, działacz partyjny, poseł do Parlamentu Europejskiego VIII i IX kadencji.

## Życiorys
Urodził się w Famaguście, jednak po inwazji tureckiej rodzina przeniosła się do Limassolu. Dimitris Papadakis kształcił się na Ateńskim Uniwersytecie Ekonomicznym, pełniąc kierownicze funkcje w organizacjach studenckich. Po powrocie na Cypr zaangażował się w działalność polityczną w ramach Ruchu na rzecz Socjaldemokracji (EDEK), był przewodniczącym organizacji młodzieżowej socjalistów. Dołączył później do komitetu centralnego i biura politycznego partii, został również rzecznikiem prasowym ugrupowania oraz sekretarzem KC.
W wyborach w 2014 Dimitris Papadakis z ramienia swojego ugrupowania uzyskał mandat eurodeputowanego VIII kadencji. W 2019 z powodzeniem ubiegał się o reelekcję.